# 吡哆醇
吡哆醇（pyridoxine，PN）是一种被称为维生素B6的化合物之一，另外两个分别是：吡哆醛与吡哆胺。它与吡哆胺的不同在于4位取代基。它也常被用作“吡哆醇盐酸盐”。

## 化学
化合物基于吡啶环，带有羟基、甲基和羟甲基取代基。它可以被转化为具有生物活性的5-磷酸吡哆醛形式。

## 在体内的作用
吡哆醇能够帮助钠钾平衡，并可以促进红细胞生成。它通过减少高半胱氨酸的形成从而促进血管健康。吡哆醇可帮助平衡女性体内的激素变化并协助免疫系统。缺乏吡哆醇可能导致贫血、神经损害、癫痫、皮肤问题和口腔溃疡。
生成单胺、神经递质、血清素、多巴胺、去甲肾上腺素和肾上腺素都需要吡哆醇的参与，因为它是磷酸吡哆醛的前体（芳香氨基酸脱羧酶的辅酶）。此酶负责转化前体5-羟基色氨酸（5-HTP）成为5-羟色胺；前体左旋多巴成为多巴胺以及前体去甲肾上腺素转化为肾上腺素。因此它被发现和治疗抑郁症和焦虑症有关。
一个容易摄取吡哆醇的途径为食用一种东南亚的水果：火龙果。

## 药用
吡哆醇用于降低异烟肼（INH）对病人的毒性副作用。它与异烟肼（INH）联合用药，服用量为10–50 mg/天用于防止周围神经病变和中枢神经系统的副作用。
它还被用于治疗非常少见的吡哆醇－依赖型癫痫，该疾病可能由于ALDH7A1基因突变导致。
维生素B6可以被化合成不同的剂型。它可以用来制作成口服的片剂、胶囊或者药水。它还可以用于制作成喷鼻剂或者注射剂型（溶液时）。
维生素B6通常比较安全，成人每天摄入量最多200 mg。然而维生素B6长时间大剂量服用（每天摄入量200 mg或更多 - 10,000%美国RDA）可导致神经性紊乱，如腿部不适和不平衡。维生素B6毒性可导致损害感官神经，导致手部和脚部麻痹以及走路困难。吡哆醇过量服用的副作用包括：协调性差、踉跄、麻痹，降低触摸感知、温度感知、震动感知以及超过六个月的疲倦感。
一个相比较矛盾的观点被发表：21%的女性服用吡哆醇超过6个月，每日不超过50 mg也经历神经毒性。少于50 mg的剂量未被报道。
基于上述两份引用的文献相互矛盾的结果，医生和神经学家对于服用高剂量的这种维生素已经进行了警示。